# William Smith Ziegler
William Smith Ziegler, kanadski general, * 1911, † 1999.